# Akademik (Schiff, 1979)
Die Akademik (bulg. Академик) ist ein 1979 gebauter Hecktrawler, den das Institut für Ozeanologie an der Bulgarischen Akademie der Wissenschaften seit 1984 als Forschungsschiff nutzt.

## Bau und technische Daten
Der Trawler ist ein Schiff des Projekts 502 EM der früher sowjetischen und seit 1991 ukrainischen Werft Kusnja na Rybalskomu in Kiew. Von dieser auch als Vasily-Yakovenko-Klasse bzw. Wassili-Jakowenko-Klasse bezeichneten Serie baute die Werft von 1971 bis 2009 insgesamt 347 Einheiten. Der Trawler wurde unter der Baunummer 1467 auf Kiel gelegt, bekannt ist nur das Baujahr 1979.
Die Länge des Schiffes beträgt 55,50 Meter, es ist 9,80 Meter breit und weist einen Tiefgang von 4,80 Metern auf. Es ist mit 905 BRZ bzw. 272 NRZ vermessen und hat eine Verdrängung von 1225 Tonnen. Der Antrieb besteht aus einem Viertakt-Dieselmotor vom Typ 8 NVD 48 AV des Herstellers VEB Schwermaschinenbau „Karl Liebknecht“ aus Magdeburg, dessen Leistung 736 kW beträgt. Dieser wirkt auf einen Verstellpropeller. Das Schiff erreicht eine Geschwindigkeit von 10,5 Knoten. Es hat eine Reichweite von 7500 Seemeilen und kann bis zu 35 Tage auf See bleiben. Für die Stromversorgung stehen zwei Dieselgeneratoren mit jeweils 150 kVA und zwei Dieselgeneratoren mit jeweils 100 kVA Scheinleistung zur Verfügung. Der Hafen- und Notgenerator hat 220 kVA Scheinleistung.
Die Besatzung besteht aus 20 Mann. Weiterhin besteht Platz für bis zu 22 Wissenschaftler. An Bord stehen sieben Einzel- und 18 Doppelkabinen zur Verfügung. Für die Wissenschaft stehen vier Laborräume zur Verfügung. Das offene Arbeitsdeck im Achterschiffsbereich ist 89 m² groß.

## Geschichte
Nach der Fertigstellung 1979 lieferte Sudoimport, der Außenhandelsbetrieb der UdSSR, den Trawler an die Istanbuler Firma Altinel, die ihn als Altinel I im Fischfang einsetzte. Aufgrund ungelöster Fischereirechte zwischen Griechenland und der Türkei blieb die Altinel I lediglich wenige Jahre im Einsatz und stand dann zum Verkauf. 1984 erwarb das Institut für Ozeanologie in Warna das Schiff und ließ es zum Forschungsschiff umbauen. Da gebrauchte, westliche Forschungsschiffe für das Land zu teuer waren und gleichzeitig dort verwendete, militärisch nutzbare Technik auf der westlichen Embargoliste standen, bevorzugte die Akademie der Wissenschaften ein gebrauchtes Schiff, das sie selber ausrüsten konnte. Mit der erneuten Indienststellung am 24. Juli 1984 wurde Warna neuer Heimathafen des nun Akademik genannten Schiffes. Einsatzgebiet ist das Schwarze Meer, wo es lange Zeit das einzige Forschungsschiff blieb.
Eine Modernisierung einschließlich der Neuausstattung mit Navigations- und Forschungsequipment erfolgte 1988. Nach den ab 1989 folgenden demokratischen Umbrüchen in Osteuropa fehlte der Akademie der Wissenschaften das Geld für weitere Modernisierungen und zeitweise sogar Instandhaltungsarbeiten, so dass die nächsten Generalüberholungen erst 2001 und 2006 folgten. Pläne der Wissenschaft, das Schiff auch für Polarexpeditionen zu ertüchtigen und einzusetzen, wurden mangels Finanzierbarkeit nicht weiter verfolgt.
Das Institut für Ozeanologie nutzte die Akademik als einziges Forschungsschiff des Landes von Anbeginn für alle anfallenden Forschungsaufgaben: Sie wird für physikalische, chemische, biologische, geologische und ökologische Untersuchungen eingesetzt. Dazu zählen etwa Untersuchungen zur Hydrophysik, Geologie, Hydrochemie, Geophysik, Hydrobiologie, Hydrometeorologie oder auch Geomorphologie. Seit dem Beitritt des Landes zur Europäischen Union im Jahr 2007 ist das Schiff in die europäische Forschung eingebunden und die Akademik Teil des europäischen ESFRI-Projekts „Eurofleets“. Seitdem sind weitere Schwerpunkte dazu gekommen: Sie beinhalten die ökologische Überwachung gemäß der Wasserrahmenrichtlinie der Europäischen Union, die geologische Kartierung der Wirtschaftszone Bulgariens, die Bewertung der Fischbestände und die Erforschung des kulturellen und historischen Unterwassererbes des Landes.
Insbesondere die Bereiche Ökologie und Umweltverschmutzung sind neben der Unterwasserarchäologie auch außerhalb der wissenschaftlicher Fachartikel in den Medien aufgegriffen worden: So diente die Akademik 2002 in der Unterwasserarchäologie als Basis zur Untersuchung antiker Schiffswracks vor der bulgarischen Küste und 2018 starteten Wissenschaftler an Bord des Schiffes eine Expedition, um den Grad der Verschmutzung des Schwarzen Meeres mit Plastikmüll, Schwermetallen und anderen Stoffen zu untersuchen.